# Ramón Arellano Félix
Ramón Arellano Félix (født 31. august 1964, død 10. februar 2002) var en mexikansk narkotikahandler. Han tilhørte Tijuana narkotikakartellet og begik en massakre på tolv familiemedlemmer til en anden narkotikahandler. Den 18. september 1997 blev Félix opført på en liste over de ti mest eftersøgte forbrydere ifølge FBI. Han blev dræbt den 10. februar 2002 af mexikansk politi i Mazatlán. Ramón Arellanos lillebro er den dømte narkobaron Francisco Javier Arellano Félix.
|  | Artiklen om Ramón Arellano Félix kan blive bedre, hvis der indsættes et (bedre) billede Du kan hjælpe ved at afsøge Wikimedia Commons for et passende billede eller uploade et godt billede til Wikimedia Commons iht. de tilladte licenser og indsætte det i artiklen. |